# Aleksandra Balmazović
Aleksandra Balmazović, slovenska gledališka in filmska igralka, * 3. junij 1976, Celje.

## Življenjepis
Sprva je študirala novinarstvo na Fakulteti za družbene vede ter slovanske jezike in španščino na Filozofski fakulteti. Nobenega od študijev ni končala, saj se je odločila postati igralka. Po neuspešnih sprejemnih izpitih na ljubljanski AGRFT je bila sprejeta na študij igre na  Akademiji za dramsko umetnost v Beogradu, kjer je leta 1999 tudi diplomirala. Že med študijem v Beogradu je sodelovala pri številnih gledaliških projektih tako v Sloveniji kot v Srbiji. Po končani akademiji in povratku v Slovenijo je v slovenski filmski uspešnici Zadnja večerja debitirala z glavno žensko vlogo. Za vlogo Suzane v filmu Sivi kamion rdeče barve je prejela številne nagrade, med drugim je kot prva Slovenka na Berlinalu prejela  nagrado Zvezde v vzponu (Shooting stars), ki jo European Film Promotion podeljuje mladim in perspektivnim igralcem vsako leto. Igrala je v nadaljevanki Ena žlahtna štorija, Srečno samski, Primeri inšpektorja Vrenka, spomladi 2017 je plesala v šovu Zvezde plešejo.

## Zasebno
Z možem in sinom živi v Črni vasi v bližini Ljubljane.

## Film in televizija
Med drugim je nastopila v naslednjih filmskih in televizijskih vlogah:
- 2024 – Skrito v raju (vloga Nade, serija, POP TV)
- 2023 – Bodi bog z nami (v produkciji)
- 2022 – Usekovanje (v postprodukciji)
- 2021 – Beležnica profesorja Miškovića (vloga Milice, kriminalistična serija, Srbija)
- 2021 – Primeri inšpektorja Vrenka (vloga Klavdije, serija RTV Slovenija)
- 2020 – Slučaj družine Bošković (vloga Antonije, humoristična serija, Srbija)
- 2020 – Srečno samski (vloga Jane, serija, Planet TV)
- 2019–2020 – Junaki naše dobe (vloga Olivere, TV serija, RTS Srbija)
- 2019 – Vsi proti vsem (vloga Petre)
- 2018 – Dragi sosedje (vloga Bernarde, humoristična serija, Planet TV)
- 2018 – Koreni (vloga Živane, serija, RTS Srbija)
- 2015 – Ena žlahtna štorija (vloga Tatjane, serija, Planet TV)
- 2011 – Stanje šoka (vloga Jane)[6][7]
- 2011 - Duh babe Ilonke (vloga Aske)
- 2010 – Adel dich (vloga Irine;[8] v produkciji)
- 2009 – Wohin mit Vater? (vloga Julie)
- 2007 – Ivana Kobilca – portret slikarke (TV Slovenija)
- 2006 – Karta u jednom pravcu
- 2006 – Gverilci (TV Slovenija)
- 2005 – 46 minut (vloga Eme)
- 2005 – Something memorable (vloga Susi; CO/MA, Evropska Filmska Akademija)
- 2004 – mednarodni omnibus Gola resnica (Festival Zlati boben in Viba film)
- 2004 – Sivi kamion rdeče barve (vloga Suzane; slovensko-nemška koprodukcija)
- 2003 – Rezervni deli (vloga Angele; E-motion film)
- 2002 – Amir – šerif iz Nurića (vloga Sladjane; Astral film)[9]
- 2001 – TV-nadaljevanka Porodično blago (RTS Beograd)
- 2001 – Zadnja večerja (vloga Magdalene; produkcija: Mangart)

## Nagrade
- 2005 – »Shooting stars award« Berlinskega mednarodnega filmskega festivala (EFP)[2]
- 2005 – priznanje Carica Teodora na filmskem festivalu v Nišu (za vlogo v filmu Sivi kamion rdeče barve)[2][3]
- 2005 – nagrada filmskih kritikov Yu FIPRESCI za najboljšo žensko vlogo (v filmu Sivi kamion rdeče barve)[2][3]